# Bakterie nylonożerne
Bakterie nylonożerne – popularna nazwa szczepu KI72 Gram-ujemnych bakterii z rodzaju Flavobacterium, zdolnego do trawienia produktów ubocznych wytwarzania nylonu-6 za pomocą enzymów określanych jako nylonazy.

## Odkrycie
W 1975 r. grupa japońskich naukowców odkryła szczep Flavobacterium żyjący w odpadkach zakładu produkującego nylon, zdolny do metabolizowania konkretnych produktów ubocznych wytwarzania nylonu-6, np. dimeru liniowego kwasu 6-aminoheksanowego. Substancje te nie są produkowane w wyniku procesów naturalnych, i są degradowane jedynie przez kilka organizmów. Dalsze badania wykazały, że bakterie te używają trzech enzymów, które nie działają na żadne związki inne niż produkty uboczne wytwarzania nylonu: hydrolaza cyklicznego dimeru kwasu 6-aminoheksanowego, hydrolaza dimeru kwasu 6-aminoheksanowego i hydrolaza oligomeru kwasu 6-aminoheksanowego.

## Późniejsze badania
Odkrycie doprowadziło do postawienia przez genetyka Susumu Ohno hipotezy, że gen kodujący jeden z odkrytych enzymów (hydrolazę kwasu 6-aminoheksanowego), znajdujący się na plazmidzie pOAD2, powstał z nałożenia się duplikacji genu z mutacją przesuwającą ramkę odczytu. Ohno zasugerował, że wiele unikalnych genów wyewoluowało w ten sposób.
Seiji Negoro i współpracownicy z Uniwersytetu w Hyogo w Japonii zasugerowali w 2007 r., że w procesie powstawania tego enzymu nie doszło przesunięcia ramki odczytu. Znanych jest wiele genów, które wyewoluowały przez nałożenie duplikacji genu i przesunięcia ramki odczytu przynajmniej w obrębie części genu. Badanie z 2006 r. wykazało 470 takich przykładów u człowieka.
Naukowcom udało się otrzymać w laboratorium szczep NK87 pałeczki ropy błękitnej (Pseudomonas aeruginosa) zdolny do trawienia tych samych produktów ubocznych wytwarzania nylonu przez umieszczenie bakterii w izolowanym środowisku zawierającym te związki chemiczne jako jedyne źródło węgla i azotu. Szczep NK87 nie wytwarzał jednak takich samych enzymów jak oryginalny szczep KI72 z rodzaju Flavobacterium.
Inni naukowcy sklonowali gen kodujący wspomniane enzymy w plazmidzie do szczepu E. coli, co zaindukowało u docelowej bakterii zdolność trawienia produktów ubocznych wytwarzania nylonu.

## Rola w nauczaniu o ewolucji
Naukowcy są zgodni, że zdolność syntezowania nylonaz najprawdopodobniej rozwinęła się w wyniku pojedynczej mutacji, która utrwaliła się, gdyż poprawiła zdolność przetrwania bakterii. Uważa się to za dobry przykład ewolucji przez mutację i naturalną selekcję, który zaobserwowano w trakcie jej przebiegu.